# 帕克菲爾德 (堪薩斯州)
帕克菲爾德（英語：Parkerfield）是一個位於美國堪薩斯州考利縣的城市。

## 地方資料
根據2020年美國人口普查的數據，帕克菲爾德的面積為2.36平方千米，當中陸地面積為2.36平方千米，而水域面積為0.00平方千米。當地共有人口406人，而人口密度為每平方千米172.03人。